# Claustro (sistema nervoso)

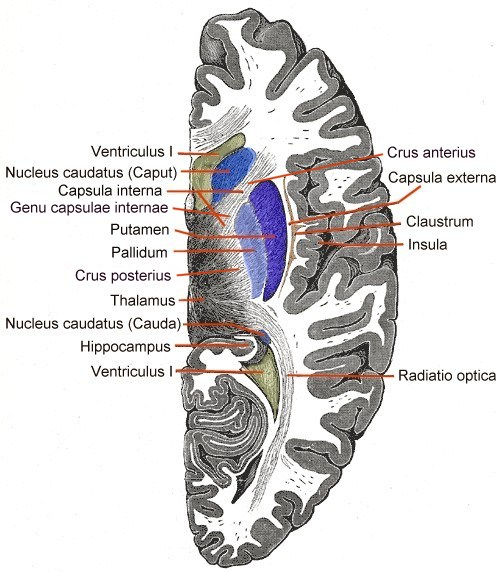
Secção horizontal/transversal do hemisfério cerebral direito

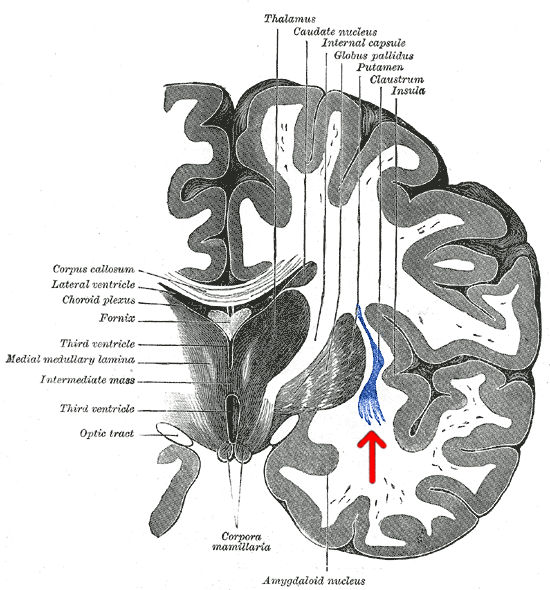
Secção vertical/coronal do cérebro.

O claustro é uma fina camada de substância cinzenta localizada entre a cápsula extrema e a cápsula externa em uma parte interna do neocórtex, no telencéfalo. Faz parte dos núcleos da base.

## Anatomia
Essa fina camada, possui pouca variedade de células e formato de lente, sendo envolvido por duas cápsulas (externa e extrema). O claustro se projeta e recebe projeções de diversas áreas do córtex, incluindo do córtex motor primário, do pré-motor, do pré-frontal, do auditivo e do visual. Por sua anatomia aparenta ter função de comunicação intra e inter hemisférios.

## Função
Existem evidências de que o claustro coordena as áreas corticais motoras, visuais e auditivas em ambos hemisférios, provavelmente com papel na atenção e organização de informações e de consciência. Como as respostas são unimodais, é improvável que o seu papel seja de integração de informações, como se supôs anteriormente (pelo menos em ratos).